# نواف الأحمد الجابر الصباح
الشيخ نَوَّاف الأحمد الجابر الصباح (25 يونيو 1937 - 16 ديسمبر 2023) أمير دولة الكويت السابق من 29 سبتمبر 2020 حتى 16 ديسمبر 2023، وهو الأمير السادس عشر من آل الصباح، والأمير السادس بعد الاستقلال عن المملكة المتحدة، والابن السادس للشيخ أحمد الجابر الصباح حاكم الكويت الأسبق، من زوجته اليمامة.
نشأ في قصر دسمان، بيت الحُكم أثناء إمارة والده أحمد الجابر، وتلقَّى تعليمه في مدارس الكويت النظامية، ومنها المدرسة المباركية. وهو ثالث وزراء الداخلية ورابع وزراء الدفاع في تاريخ الكويت، وصاحب أطول مدَّة على رأس وزارة الداخلية بعد الشيخ سعد العبد الله السالم الصباح؛ إذ رأَسَها من عام 1976 حتى 1986 في حِقبة حرجة أمنيًّا، كانت الكويت فيها مُهدَّدة بالكثير من الأعمال العَدائية. رأَسَ وزارة الشؤون الاجتماعية والعمل في أوَّل حكومة ما بعد تحرير الكويت.
سُمِّي وليًّا للعهد في 7 فبراير 2006، إبّانَ إمارة الشيخ صباح الأحمد، وفي 20 فبراير من العام نفسه بايعه مجلس الأمة بالإجماع لتولِّي المنصب. وتولَّى مقاليد الحُكم في دولة الكويت في 29 سبتمبر 2020، بعد وفاة أمير الكويت الشيخ صباح الأحمد الجابر الصباح، حين نُوديَ بصفته وليًّا للعهد لتولي مقاليد الحكم بموجب المادة الرابعة من دستور الكويت، وقد أدَّى اليمين الدستورية أمام مجلس الأمة في جلسة خاصة عُقدت في 30 سبتمبر 2020، ليكون بذلك الأميرَ الرابع الذي يؤدِّي اليمين الدستورية أمام مجلس الأمة في تاريخ الكويت.

## اسمه ونسبه
هو نوَّاف بن الأمير أحمد بن الأمير جابر الثاني بن الأمير مبارك الكبير بن الأمير صباح الثاني بن الأمير جابر الأوّل بن الأمير عبد الله الأوّل بن الأمير صباح الأوّل بن جابر بن سلمان بن أحمد. وصباح الأوّل يَنتسبُ إليه جميع حكام وأمراء الكويت منذ القرن الثامن العشر، وباسمهِ تسمَّت الأسرة الحاكمة فيها. ونوّاف الأحمد هو الابن السادس من الأبناء الذكور لأحمد الجابر الصباح أمير الكويت العاشر من زوجته اليمامة.

## ولادته ونشأته
ولد الشيخ نواف الأحمد في وسط مدينة الكويت، في 25 يونيو من عام 1937، ونشأ في قصر دسمان، وهو بيت الحكم في الكويت إبّان إمارة والده الشيخ أحمد الجابر الصباح ما بين عامي 1921-1950، وتلقى تعليمه في مدارس الكويت المختلفة، حيث درس في مدارس حمادة وشرق والنقرة ثم في المدرسة الشرقية، إضافة إلى تحصيله في المدرسة المباركية، وهي أول مدرسة في تاريخ الكويت، درس فيها جملة من شيوخ الأسرة الحاكمة الذين تولوا مقاليد الحكم في البلاد لاحقًا، كحال أخويه الشيخ جابر والشيخ صباح، وكذلك الشيخ سعد العبد الله، والشيخ سالم العلي والشيخ جابر العلي. كذلك واصل دراسته بعدئذ في مراكز مختلفة من الكويت.

## خبراته وإنجازاته
في 21 فبراير 1961 عيّنه الشيخ عبد الله السالم الصباح أمير دولة الكويت آنذاك محافظاً لمحافظة حَوَلّي، وشغل المنصب حتى 19 مارس 1978
وفي 19 مارس 1978 صدر مرسوماً بتعينه وزيرًا للداخلية وشغل المنصب حتى 26 يناير 1988 
وفي 26 يناير 1988 صدر مرسوماً بتعينه وزيرًا للدفاع وشغل المنصب حتى 20 أبريل 1991 
وفي 20 أبريل 1991 صدر مرسوماً بتشكيل الحكومة حيث عُين وزيرًا للشؤون الاجتماعية والعمل، وشغل المنصب حتى 17 أكتوبر 1992
وفي 16 أكتوبر 1994 صدر مرسوماً بتعينه نائباً لرئيس الحرس الوطني وشغل المنصب حتى 13 يوليو 2003.
وفي 13 يوليو 2003 صدر مرسوم أميري بتشكيل الحكومة حيث عُيّن نائباً لرئيس مجلس الوزراء وزيرًا للداخلية  ، وفي 16 أكتوبر 2003 صدر مرسوم أميري بتعيينه نائبًا أول لرئيس مجلس الوزراء ووزيرًا للداخلية وشغل المنصب حتى 9 فبراير 2006.

### من إنجازاته
- الإسهام في بناء ودعم التكامل الأمني في دول مجلس التعاون الخليجي والدول العربية.
- العمل على ترغيب الشباب الكويتي بالانخراط في سِلك الشرطة والعمل الإداري بوزارة الداخلية بهدف تطوير العمل.
- العمل بسياسة الإحلال بوزارة الداخلية، حيث أفسح المجال للخبرات الشابة من الكويتيين لإحلالهم محل كبار السن وذلك لضخ الدماء الجديدة بالوزارة والاستفادة من طاقات الشباب.
- إنشاء إدارة شؤون المختارين، وإدارة شؤون الانتخابات.

## ولاية العهد
حين تولى الشيخ صباح الأحمد مقاليد الحكم في 29 يناير 2006، أصدر في 7 فبراير 2006، أمرًا أميريًّا بتزكية الشيخ نواف الأحمد وليًا للعهد. ونص الأمر:
| نواف الأحمد الجابر الصباح | أمر أميري بالتزكية لولاية العهد بعد الاطلاع على المادة 4 من الدستور وعلى قانون رقم 4 لسنة 1964 م في شأن أحكام توارث الإمارة ونظرًا لما نعهده في سمو الشيخ نواف الأحمد الجابر الصباح من صلاحٍ وجدارةٍ وكفاءةٍ تؤهله لولاية العهد، فضلاً عن توافر الشروط المنصوص عليها في الدستور وقانون أحكام توارث الأمارة فيه أمرنا بالآتي : تزكية سمو الشيخ نواف الأحمد الجابر الصباح لولاية العهد أمير الكويت صباح الأحمد الجابر الصباح صدر بقصر السيف يوم الثلاثاء 8 محرم 1427 هـ الموافق 7 فبراير 2006. | نواف الأحمد الجابر الصباح |

وقد عقد مجلس الأمة الكويتي إثر ذلك، جلسة خاصة في 20 فبراير 2006، عرض فيها الأمر الأميري بتزكيته لولاية العهد،، وعند التصويت حصل على المبايعة للمنصب بإجماع الأعضاء. حيث بايعه أعضاء المجلس بالإجماع ولياً للعهد، وكما أدّى في نفس اليوم اليمين الدستورية أمام الأمير ولياً للعهد وأمام مجلس الأمة نائباً للأمير.

## توليه مقاليد الحُكم
في يوم الثلاثاء 29 سبتمبر 2020، توفي أمير دولة الكويت الشيخ صباح الأحمد الجابر الصباح وعقد مجلس الوزراء الكويتي جلسة استثنائية في نفس اليوم أعلن خلالها المناداة بولي العهد الشيخ نواف الأحمد أميرًا لدولة الكويت بموجب المادة الرابعة من دستور الكويت،  وقد أدى اليمين الدستورية أمام مجلس الأمة في جلسة خاصة عُقدت في الساعة 11 من صباح الأربعاء 30 سبتمبر 2020، ليكون بذلك الأمير الرابع الذي يُؤدّي اليمين الدستورية أمام مجلس الأمة في تاريخ الكويت. وقال أمير الكويت في نطق القسم:
| نواف الأحمد الجابر الصباح | «أقسم بالله العظيم أن احترم الدستور وقوانين الدولة وأذود عن حريات الشعب ومصالحه وأمواله وأصون استقلال الوطن وسلامة أراضيه». | نواف الأحمد الجابر الصباح |

و ألقى الشيخ نواف الأحمد الجابر الصباح خطابه أمام المجلس الذي يعرف بـ (النطق السامي) هذا نصه:
| نواف الأحمد الجابر الصباح | «بسم الله الرحمن الرحيم (ربنا أفرغ علينا صبراً وتوفنا مسلمين) صدق الله العظيم. الحمدلله والصلاة والسلام على رسول الله الأخوة رئيس وأعضاء مجلس الأمة المحترمين السلام عليكم ورحمة الله وبركاته إنه قضاء الله وقدره وإنه وحده سبحانه الذي لا يحمد على مكروه سواه نحمده تعالى ونشكره في المحنة والبلاء كما نحمده في الفضل والرخاء. فقد رحل عنا إلى دار الآخرة رمز شامخ من رموزنا الخالدين قدم الكثير لوطنه وشعبه وأمته ترك إرثا غنيا زاخرا بالإنجازات والأعمال المشهودة محليا وعربيا وإسلاميا ودوليا نستذكر بكل الاعتزاز والاهتمام توجيهاته السديدة ونصائحه الأبوية التي تعكس عشقه لكويتنا الغالية وأهل الكويت الكرام والتي ستظل نبراسا هاديا لنا ونهجاً ثابتاً. الاخوة رئيس وأعضاء المجلس المحترمين تعرضت الكويت خلال تاريخها الطويل إلى تحديات جادة ومحن قاسية نجحنا بتجاوزها متعاونين متكاتفين وعبرنا بسفينة الكويت إلى بر الأمان. ويواجه وطننا العزيز اليوم ظروفا دقيقة وتحديات خطيرة لا سبيل لتجاوزها والنجاة من عواقبها إلا بوحدة الصف وتضافر جهودنا جميعاً مخلصين العمل الجاد لخير ورفعة الكويت وأهلها الأوفياء. وإذ نشير إلى هذه التحديات فإننا نؤكد اعتزازنا بدستورنا ونهجنا الديمقراطي ونفتخر بكويتنا دولة القانون والمؤسسات وحرصنا على تجسيد روح الأسرة الواحدة التي عرف بها مجتمعنا الكويتي والتزامنا بثوابتنا المبدئية الراسخة. وإنني إذ أتصدى لحمل المسؤولية الجسيمة بروح الأمل والطموح لأعاهد الله وأعاهد شعب الكويت وأعاهدكم أن أبذل غاية جهدي وكل ما في وسعي حفاظا على رفعة الكويت وعزتها وحماية لأمنها واستقرارها وضمانة لكرامة ورفاه شعبها متسلحا بدعم ومساندة أهل الكويت المخلصين سائلا الله العون والسداد والتوفيق. (ربنا عليك توكلنا وإليك أنبنا وإليك المصير) والسلام عليكم ورحمة الله وبركاته» | نواف الأحمد الجابر الصباح |

## مرضه ووفاته
عانى الشيخ نواف الأحمد منذ شهر أكتوبر 2021 من متاعب ومشاكل صحية حيث اضطر في 15 نوفمبر 2021 إلى تفويض ولي عهده الشيخ مشعل الأحمد الجابر الصباح ببعض صلاحياته الدستورية  حيث أصبح ولي العهد الشيخ مشعل الأحمد هو من يدير شؤون دولة الكويت نظراً لمرض الشيخ نواف، وكما سافر الشيخ نواف عدة مرات إلى الخارج لإجراء الفحوصات الطبية.
وفي يوم الأربعاء 29 نوفمبر 2023 تعرَّض الشيخ نوَّاف لوعكة صحية طارئة، أُدخل على إثرها مستشفى جابر الأحمد لتلقي العلاج اللازم، وإجراء فحوصات طبية، وإن حالته الصحية كانت مستقرة، نقلاً عن وزير الديوان الأميري.

وتوفي الشيخ نوَّاف الأحمد في المستشفى، يوم السبت 3 جُمادى الآخرة 1445هـ الموافق 16 ديسمبر 2023، عن عمر ناهز السادسة والثمانين بعد صراع مع المرض. ونعاه الديوان الأميري في الكويت في بيان تلاه وزيرُ شؤون الديوان الأميري الشيخ محمد عبدالله المبارك الصباح، جاء فيه: 
| نواف الأحمد الجابر الصباح | بسم الله الرحمن الرحيم ﴿يا أيتها النفسُ المُطمَئِنَّة ارجِعي إلى ربِّك راضيةً مَرضِيَّة فادخُلي في عِبادي وادخُلي جنَّتي﴾ ببالغ الحُزن والأسى ننعَى إلى الشعب الكويتي والأمَّتين العربية والإسلامية وشعوب العالم الصديقة وفاةَ المغفور له بإذن الله تعالى حضرة صاحب السمو الشيخ نوَّاف الأحمد الجابر الصباح أمير دولة الكويت الذي انتقل إلى جوار ربه ظهر اليوم السبت الموافق 3 من جُمادى الآخرة 1445 / 16 ديسمبر 2023. داعين الله عز وجل أن يتغمَّد الفقيد بواسع رحمته وأن يسكنه فسيح جنَّاته ولا حول ولا قوة إلا بالله العلي العظيم وإنا لله وإنا إليه راجعون. | نواف الأحمد الجابر الصباح |

وكان تلفزيون الكويت قد قطع بث البرامج المعتادة عند الساعة الثانية عشرة والنصف تقريبًا من ظهر يوم السبت؛ ليذيع آيات من القرآن الكريم، في دلالةٍ تُشير عادةً إلى وفاة شخصية كبيرة من الأسرة الحاكمة، قبل أن يُذاعَ البيان بعد ذلك بنحو نصف ساعة.

## ألقابه وأوسمته

### ألقابه
- 21 فبراير 1962 - 7 فبراير 2006: الشيخ نواف الأحمد الجابر الصباح.
- 7 فبراير 2006 - 29 سبتمبر 2020: سمو الشيخ نواف الأحمد الجابر الصباح، ولي عهد دولة الكويت.
- 29 سبتمبر 2020 - 16 ديسمبر 2023: صاحب السمو الشيخ نواف الأحمد الجابر الصباح، أمير دولة الكويت.
- 8 نوفمبر 2021: أمير العفو.

### أوسمته
| - - «وسام طوق الاستحقاق المدني» من إسبانيا في 23 مايو 2008. - - «وسام المُحرر الجنرال سان مارتين» من الأرجنتين في 1 أغسطس 2011. |

## حياته العائلية
تزوج الشيخ نوّاف الأحمد من السيدة شريفة سليمان الجاسم الغانم في خمسينيات القرن العشرين، ولهما من الأولاد، أربعة أبناء وبنت واحدة، وهم:
- الشيخ أحمد (مواليد 1956) - رئيس مجلس الوزراء الأسبق [28]
- الشيخ فيصل(مواليد 1957) - نائب رئيس الحرس الوطني [29]
- الشيخ عبدالله (مواليد 1958) - نائب رئيس الأركان العامة للجيش الكويتي سابقاً  [30]
- الشيخ سالم (مواليد 1960) وكيل وزارة الداخلية [31]
- الشيخة شيخة (مواليد 1962)

## وصلات خارجية
- نواف الأحمد الجابر الصباح على موقع مونزينجر (الألمانية)
- الديوان الأميري

| نواف الأحمد الجابر الصباح آل صباحولد: 25 يونيو 1937 |                                                |                                             |
| سبقه صباح الأحمد الجابر الصباح                      | أمير الكويت 29 سبتمبر 2020 – 16 ديسمبر 2023    | الحالي ولي العهد: مشعل الأحمد الجابر الصباح |
| سبقه سعد العبد الله السالم الصباح                   | ولي عهد الكويت 20 فبراير 2006 – 29 سبتمبر 2020 | تبعه مشعل الأحمد الجابر الصباح              |